# 切格多门
切格多门（羅馬化：Chegdomyn）是俄罗斯哈巴罗夫斯克边疆区的市级镇，为上布列亚区行政中心及规模最大聚居地。地处哈巴罗夫斯克边疆区南部，位于布列亚河流域切格多门河畔，在边疆区首府哈巴罗夫斯克（伯力）西北、阿穆尔河畔共青城西偏北方。镇内设有同名铁路车站，位于切格多门－哈巴罗夫斯克（伯力）线上。
该地2022年人口有11,282人；2010年人口13,048；2002年人口15,303；1989年人口20,347。